# Sogamoso

Localização de Sogamoso no departamento de Boyacá.

Sogamoso é um município no departamento de Boyacá, na Colômbia.